# Helloween
Helloween – niemiecki zespół muzyczny grający europejski speed metal, melodic metal, power metal i heavy metal.

## Historia zespołu

### Początek

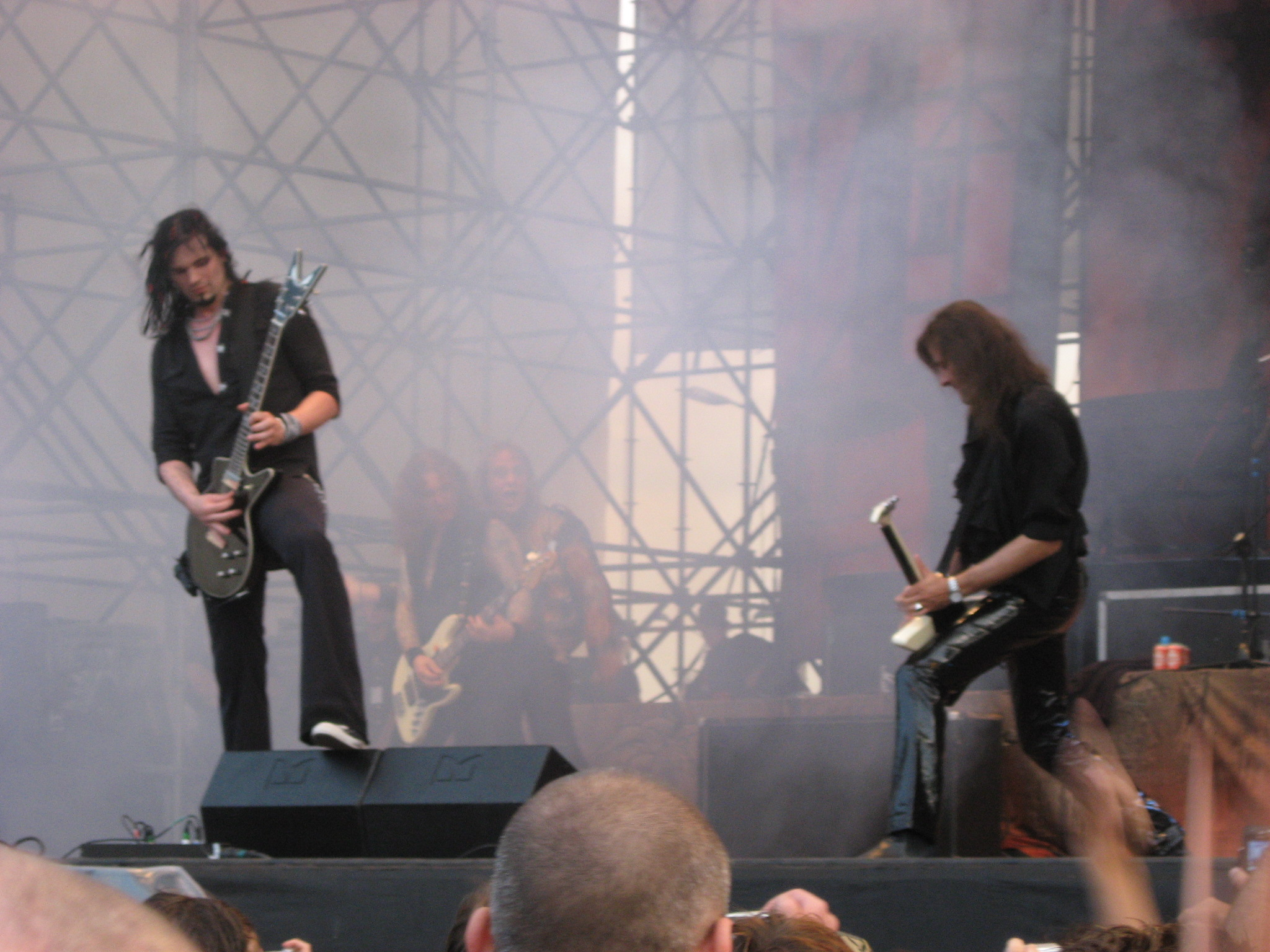
Helloween

Historia Helloween rozpoczęła się w 1979 roku, wraz z istnieniem zespołu Gentry, w którym grali Kai Hansen i Piet Sielck. W kolejnych latach do zespołu dołączyli: Ingo Schwichtenberg (perkusja) oraz Markus Grosskopf (gitara basowa). Doszło wtedy do zmiany nazwy zespołu na IronFist. Kolejną personalną zmianą było odejście po kilku latach wspólnego grania Pieta Sielcka. Zastąpił go Michael Weikath, który opuścił swój wcześniejszy zespół Powerfool. W tym momencie, za sprawą Ingo, zespół zmienił nazwę na "HELLOWEEN".

#### Pierwsze nagrania
W 1984 roku Helloween nagrał dwie piosenki na kompilację Death Metal. Były to: Oernst To Life autorstwa Weikatha oraz Metal Invaders. Kolejnym krokiem do kariery był rok 1985, kiedy to zespół nagrał swój pierwszy album zatytułowany Helloween (zwany również The Mini LP ze względu na to, że zawiera tylko 5 piosenek). Jeszcze w tym samym roku zespół wydał swój długogrający album Walls Of Jericho, który odniósł sukces na rynku.

### Era Kiske
Kai Hansen, który na pierwszej płycie, oprócz gry na gitarze, pełnił obowiązki wokalisty stwierdził, że ciężko mu pogodzić te dwie funkcje. W wyniku poszukiwań wokalisty do zespołu dołączył Michael Kiske (wcześniej ILL Prophecy). Z nowym członkiem zespół chciał nagrać dwupłytowy album, ale wytwórnia Noise nie zgodziła się na to. Dlatego w 1987 roku powstała pierwsza część albumu Keeper of the Seven Keys Part 1, do promocji której został wydany winylowy singel Future World. Płyta przyniosła zespołowi sukces. Między innymi muzycy zostali zaproszeni na duży tour po Stanach Zjednoczonych organizowany przez MTV. Rok później Helloween wydał drugą część albumu Keeper of the Seven Keys Part 2. Płytę promowały dwa single: Dr. Stein oraz I Want Out. Po kolejnym sukcesie muzycy udali się w trasę koncertową Pumpkin Fly Free Tour, podczas której zarejestrowany został koncert w Szkocji. Wydano go w trzech różnych wersjach. Podstawowa to Live in the UK, japońska - Keepers Live, a amerykańska - I Want Out Live.

#### Kłopoty
W tym okresie z zespołu odszedł jeden z jego założycieli – Kai Hansen. Przyczyny odejścia początkowo były nieznane. Z biegiem czasu wyszło na jaw, że związane ono było z kłótnią, jaka zaszła między Kaiem a Michaelem Weikathem. Na miejsce późniejszego twórcy Gamma Ray do zespołu dołączył Roland Grapow.
Kolejnym problemem, tuż przed wydaniem kolejnej płyty Helloween było bezprawnie zerwanie przez zespół kontraktu z wytwórnią Noise, aby przejść pod skrzydła EMI. Na skutek wyroku sądowego zespół nie mógł wydać nowej płyty aż do 1992 roku, kiedy to doszło do porozumienia pomiędzy zaangażowanymi stronami. Dzięki temu w marcu fani mogli się już cieszyć z kolejnego wydawnictwa Helloween – płyty Pink Bubbles Go Ape. Do tej pory trwają spory na temat ocen tego albumu. Wiele osób podkreśla jego oryginalność i nowatorstwo, inni wskazują na odejście od stylu zaprezentowanego na dwóch wcześniejszych wydawnictwach i podążanie w zupełnie innym kierunku. Szybko nagrano następny album, Chameleon, wydany w 1993 roku, nie przyniósł zespołowi kolejnego sukcesu. Wręcz przeciwnie – album został chłodno przyjęty wśród fanów, gdyż płyta miała charakter raczej rockowy niż metalowy.

#### Nowy wokalista
Dla Michaela Kiskego był to ostatni projekt zrealizowany wraz z Helloween. Także tym razem dał o sobie znać Michael Weikath, który wyrzucił swojego imiennika z zespołu. Na jego miejsce przyszedł Andi Deris grający dotychczas w zespole Pink Cream 69.

#### Śmierć Schwichtenberga
Jednym z najtragiczniejszych wydarzeń w historii grupy była choroba i tragiczna śmierć perkusisty Ingo Schwichtenberga. Podczas trasy koncertowej promującej płytę Chameleon Ingo często sięgał po różne używki, co uniemożliwiało mu grę. W związku z tym został on odsunięty od zespołu, a na jego miejsce zatrudniono młodego perkusistę – Nabiego, z którym dokończono trasę koncertową. Ingo w tym czasie udał się na badania, które wykazały, że cierpi on na schizofrenię. Nie mogąc pogodzić się z chorobą w marcu 1995 roku popełnił samobójstwo, rzucając się pod pociąg metra w Hamburgu.

### Odrodzenie
Zespół w odmienionym składzie (ostatecznie za perkusją zasiadł Uli Kusch, były muzyk Gamma Ray) rozpoczął od mocnego uderzenia. W połowie 1994 roku Helloween wydał swoją kolejną płytę Master of the Rings. Płyta została bardzo dobrze przyjęta przez krytyków i fanów. Rok później, dokładnie w Halloween, album miał swoją premierę w Stanach Zjednoczonych, co oznaczało wyjście zespołu z kryzysu oraz powrót do korzeni. Dwa lata po sukcesie (1996) Master of the Rings Helloween wydają niezwykłą płytę The Time of the Oath. Jest to album koncepcyjny, inspirowany przepowiedniami Nostradamusa. Na pomysł jego nagrania wpadł Andi Deris. Album był dedykowany zmarłemu tragicznie Ingo Schwichtenbergowi. Według wielu ta płyta to zdecydowany powrót do tego, co w Helloween najlepsze. Powstały wtedy takie utwory jak Power (grany na większości koncertów), czy też monumentalne, a zarazem tytułowe dzieło The Time of the Oath. Po komercyjnym sukcesie płyty zespół wyrusza w trasę koncertową, na której nagrywa swój drugi koncertowy album w historii - High Live. Wśród ogólnie przyjętej opinii jest on uważany za słaby, krytykuje się głównie słabą formę wokalną Derisa. W 1998 roku Helloween raczy fanów kolejnym wydawnictwem. Tym razem jest to studyjny album Better Than Raw, który odnosi komercyjny sukces. Na uwagę zasługuje utwór Laudate Dominum w całości napisany po łacinie. Niewątpliwie, co podkreślał w wielu wywiadach Michael Weikath, był to ukłon w stronę fanów z Ameryki Łacińskiej. Zespół, podczas trasy koncertowej promującej album, nie ominął Polski, dzięki czemu Polscy fani mieli możliwość podziwiać Helloween na żywo. Zespół był supportem podczas koncertu Black Sabbath w katowickim Spodku. Rok 1999 to 15-lecie istnienia Helloween. Mimo że muzycy skupili się na wydawaniu solowych kompozycji w tym czasie, to jednak znaleźli oni czas na wydanie jubileuszowego albumu. Postawiono na przeróbkę popowych i rockowych piosenek na brzmienia dobrze znane fanom metalu. Powstała płyta Metal Jukebox, na której znalazły się covery między innymi: Beatlesów, ABBY, Scorpions, czy też Deep Purple. Jednocześnie tą produkcją zespół zakończył współpracę z Castle Communication i przeszedł pod skrzydła Nuclear Blast. Pierwszym albumem, jaki powstał w wyniku współpracy z nową wytwórnią był The Dark Ride. Jest to zdecydowanie najmroczniejsza i najcięższa płyta zespołu.

#### Kolejne spory
Podczas trasy koncertowej ujawniło się nieporozumienie między członkami zespołu, w wyniku którego Roland Grapow i Uli Kush zmuszeni byli odejść. Rozpoczęły się poszukiwania nowego perkusisty oraz gitarzysty. Ostatecznie do zespołu dołączyli: Sascha Gerstner oraz Stefan Schwarzmann, który zastąpił chorego Marka Crossa. W tym składzie Helloween w 2003 roku nagrali album: Rabbit Don't Come Easy. W wielu wywiadach członkowie Helloween podkreślali, że ta płyta to powrót do wesołego Helloween i do bardziej przyjaznego wizerunku dyni. Na płycie widać, że w zespole zaszły personalne zmiany, a piosenki nie brzmią już tak mrocznie. Trasa koncertowa objęła również Polskę, zespół odwiedził Kraków 30 listopada, gdzie dali show w hali krakowskiej Wisły.

### Współczesność
W 2005 roku doszło do kolejnej zmiany personalnej. Za perkusją zamiast Schwarzmanna zasiadł Dani Loeble. Oficjalnym powodem odejścia Schwarzmana były rozbieżności muzyczne. W tym samym roku, już z nowym członkiem, zespół wydał płytę Keeper of the Seven Keys - The Legacy i wyruszył w trasę koncertową, podczas której w listopadzie zagrał dwa koncerty w Polsce. Planowo miały odbyć się trzy - w Krakowie (Klub Studio), w Warszawie (Stodoła) oraz w Szczecinie (został początkowo przeniesiony do Poznania, a w konsekwencji w ogóle się nie odbył ze względu na niską sprzedaż biletów). Nowy album jest kontynuacją historii "klucznika" z płyt Keeper... pt.1 i pt.2. Na początku 2007 r. zespół wydał kolejne wydawnictwo koncertowe Live in Sao Paulo w aż trzech wersjach (2CD, 2DVD i limitowanej 2DVD i 2CD).
W październiku 2007 roku ukazał się kolejny album - Gambling with the Devil. W USA album trafił do sprzedaży 23 października, w Niemczech 3 dni później, a w reszcie Europy 29.
Kolejny album, zatytułowany 7 Sinners wydany został 31 października 2010 (Halloween). Sami artyści przyznają, że jest to jeden z najcięższych albumów w historii zespołu. Album promowano na trasie koncertowej, zaplanowanej na końcówkę 2010 i początek 2011 roku z fińskim zespołem Stratovarius oraz szwedzkim Avatar

## Muzycy

### Obecny skład zespołu
- Michael Weiki Weikath – gitara (od 1984)
- Markus Grosskopf – gitara basowa (od 1984)
- Kai Hansen – śpiew (1984–1986), gitara (1984–1989, od 2016)
- Michael Kiske – śpiew (1986-1993, od 2016)
- Andreas "Andi Deris" – śpiew (od 1994)
- Sascha Gerstner – gitara (od 2002)
- Daniel Dani Löble – perkusja (od 2005)

### Byli członkowie zespołu
- Ingo Schwichtenberg – perkusja (1984-1993)
- Roland Grapow – gitara (1989–2001)
- Ulrich "Uli" Kusch – perkusja (1994-2001)
- Mark Cross – perkusja (2001–2003)
- Stefan Schwarzmann – perkusja (2003–2005)

## Dyskografia

### Albumy studyjne
| Rok                            | Album | Pozycja na liście | Pozycja na liście | Pozycja na liście | Pozycja na liście | Pozycja na liście | Pozycja na liście | Pozycja na liście | Pozycja na liście | Pozycja na liście | Pozycja na liście |
| Rok                            | Album | GER               | AUT               | FIN               | FRA               | JPN               | NOR               | SWE               | SWI               | UK                | US                |
| ------------------------------ | --- | ----------------- | ----------------- | ----------------- | ----------------- | ----------------- | ----------------- | ----------------- | ----------------- | ----------------- | ----------------- |
| 1985                           | Walls of Jericho - Data: grudzień 1985 - Wydawca: Noise Records - Format: CD, CS, LP                         | —                 | —                 | —                 | —                 | —                 | —                 | —                 | —                 | —                 | —                 |
| 1987                           | Keeper of the Seven Keys Part 1 - Data: maj 1987 - Wydawca: Noise Records - Format: CD, CS, LP               | 71                | —                 | —                 | —                 | 284               | —                 | 42                | 18                | —                 | 104               |
| 1988                           | Keeper of the Seven Keys Part 2 - Data: wrzesień 1988 - Wydawca: Noise Records - Format: CD, CS, LP          | 71                | 9                 | —                 | —                 | 27                | 12                | 7                 | 6                 | 24                | 108               |
| 1991                           | Pink Bubbles Go Ape - Data: marzec 1991 - Wydawca: EMI - Format: CD, CS, LP                                  | 32                | 28                | —                 | —                 | 31                | 14                | 14                | 20                | 41                | —                 |
| 1993                           | Chameleon - Data: czerwiec 1993 - Wydawca: EMI - Format: CD, CS, LP                                          | 35                | —                 | —                 | —                 | 8                 | —                 | 35                | 30                | —                 | —                 |
| 1994                           | Master of the Rings - Data: 1994 - Wydawca: Castle Communications - Format: CD, CD, LP                       | 23                | 34                | —                 | —                 | 6                 | —                 | 26                | 22                | —                 | —                 |
| 1996                           | The Time of the Oath - Data: marzec 1996 - Wydawca: Castle Communications - Format: CD, CS, LP               | 31                | 33                | 14                | —                 | 6                 | —                 | 26                | 30                | —                 | —                 |
| 1998                           | Better Than Raw - Data: 24 kwietnia 1998 - Wydawca: Castle - Format: CD, CS, LP                              | 19                | 36                | 7                 | —                 | 9                 | —                 | 35                | 42                | —                 | —                 |
| 2000                           | The Dark Ride - Data: 5 grudnia 2000 - Wydawca: Nuclear Blast - Format: CD                                   | 26                | —                 | 19                | —                 | 11                | —                 | 38                | 68                | —                 | —                 |
| 2003                           | Rabbit Don't Come Easy - Data: 20 maja 2003 - Wydawca: Nuclear Blast - Format: CD                            | 26                | —                 | 23                | 119               | 11                | —                 | 12                | 93                | —                 | —                 |
| 2005                           | Keeper of the Seven Keys - The Legacy - Data: 31 października 2005 - Wydawca: Nuclear Blast - Format: CD, LP | 28                | —                 | 28                | 89                | 22                | —                 | 24                | 61                | —                 | —                 |
| 2007                           | Gambling with the Devil - Data: 23 października 2007 - Wydawca: Nuclear Blast - Format: CD                   | 38                | —                 | 34                | 103               | 17                | —                 | 34                | 88                | —                 | —                 |
| 2009                           | Unarmed - Best of 25th Anniversary - Data: 23 grudnia 2009 - Wydawca: Victor Entertainment, SPV - Format: CD | 39                | —                 | —                 | —                 | 2                 | —                 | —                 | —                 | —                 | —                 |
| 2010                           | 7 Sinners - Data: 31 października 2010 - Wydawca: SPV GmbH - Format: CD                                      | 25                | 57                | 16                | 65                | 6                 | —                 | 40                | 38                | 21                | —                 |
| 2013                           | Straight Out of Hell - Data: 18 stycznia 2013 - Wydawca: Sony Music - Format: CD                             | 4                 | 22                | 4                 | 50                | 11                | 21                | 6                 | 12                | —                 | —                 |
| 2015                           | My God-Given Right - Data: 29 maja 2015 - Wydawca: Nuclear Blast - Format: CD                                | 8                 | 30                | 5                 | 61                | —                 | 37                | 22                | 14                | —                 | —                 |
| 2021                           | Helloween - Data: 18 czerwca 2021 - Wydawca: Nuclear Blast - Format: CD, LP, CS                              | 1                 | 3                 | 2                 | 15                | 6                 | 36                | 3                 | 2                 | 24                | 35                |
| "—" pozycja nie była notowana. | |                   |                   |                   |                   |                   |                   |                   |                   |                   |                   |

### Albumy koncertowe
| 1989                           | Live in the UK - Data: 6 kwietnia 1989 - Wydawca: Noise Records - Format: CD              | —  | 30 | —  | 44 | –  | 25 |
| 1989                           | Keepers Live - Data: 8 września 1989 - Wydawca: Noise Records - Format: CD                | —  | —  | —  | —  | 23 | –  |
| 1989                           | I Want Out Live - Data: 1989 - Wydawca: Noise Records - Format: CD                        | —  | —  | —  | —  | –  | –  |
| 1996                           | High Live - Data: 6 września 1996 - Wydawca: Raw Power - Format: CD                       | 89 | —  | 23 | —  | 45 | –  |
| 2007                           | Live in São Paulo - Data: 20 lutego 2007 - Wydawca: Steamhammer - Format: 2CD             | 58 | —  | —  | —  | –  | –  |
| 2019                           | United Alive in Madrid - Data: 4 października 2019 - Wydawca: Nuclear Blast - Format: 2CD | 4  | 47 | 47 | —  | 29 | 21 |
| "—" pozycja nie była notowana. |                                                                                           |    |    |    |    |    |    |

### Kompilacje
| 1989                           | Pumpkin Tracks - Data: listopad 1989 - Wydawca: Noise Records - Format: CD                         | —  | –  | 30 | –  |
| 1991                           | The Best, The Rest, The Rare - Data: 8 października 1991 - Wydawca: Noise Records - Format: CD     | –  | —  | —  | 28 |
| 1994                           | Mr. Ego Collectors Box - Data: 1994 - Wydawca: Raw Power - Format: CD                              | –  | —  | —  | –  |
| 1998                           | Karaoke Remix, Vol. 1 - Data: 3 października 1998 - Wydawca: Victor Entertainment - Format: CD     | —  | –  | —  | –  |
| 1998                           | Karaoke Remix, Vol. 2 - Data: 3 października 1998 - Wydawca: Victor Entertainment - Format: CD     | —  | –  | —  | –  |
| 1998                           | The Pumpkin Box - Data: listopad 1998 - Wydawca: Victor Entertainment - Format: CD                 | —  | –  | —  | –  |
| 2002                           | Treasure Chest - Data: 9 kwietnia 2002 - Wydawca: Metal-Is Records - Format: CD                    | 93 | 62 | —  | –  |
| 2006                           | The Singles Box (1985–1992) - Data: 20 października 2006 - Wydawca: Sanctuary Records - Format: CD | —  | –  | —  | –  |
| "—" pozycja nie była notowana. | |    |    |    |    |

### EP
- 1985 Helloween
- 1994 Master of the Rings
- 1994 Mr. Ego (Take Me Down)
- 2008 Find My Freedom

### Single
- 1986 Judas
- 1987 Future World
- 1988 Dr. Stein
- 1988 I Want Out
- 1989 How Many Tears / I Want Out
- 1991 Kids of the Century
- 1992 Number One
- 1993 Step Out of Hell
- 1993 When the Sinner
- 1993 I Don’t Wanna Cry No More
- 1993 Windmill
- 1994 Where the Rain Grows
- 1994 Perfect Gentleman
- 1995 Sole Survivor
- 1996 The Time of the Oath
- 1996 Power
- 1996 Forever and One (Neverland)
- 1996 Forever and One (Japan)
- 1998 I Can
- 1998 Hey Lord!
- 1999 Lay All Your Love on Me
- 2000 If I Could Fly
- 2000 Mr. Torture
- 2003 Just a Little Sign
- 2005 Mrs. God
- 2006 Light the Universe
- 2007 As Long as I Fall
- 2010 Are You Metal?
- 2010 World of Fantasy

### DVD/VHS
- 1994 The Pumpkin Video (VHS)
- 1996 High Live (VHS)
- 2000 The Pumpkin Video (DVD)
- 2000 High Live (DVD)
- 2005 Hellish Videos (DVD)
- 2007 Live on 3 Continents (DVD)
- 2019 United Alive (Blu-ray)

### Inne
- 1984 Death Metal (split razem z zespołami Running Wild, Hellhammer, Dark Avenger)
- 1984 Demo 1984
- 1984 Death Metal demo
- 1996 A Tribute to Judas Priest: Legends of Metal

## Teledyski
| Rok  | Utwór                         | Reżyseria      |
| ---- | ----------------------------- | -------------- |
| 1987 | "Halloween"                   | -              |
| 1988 | "I Want Out"                  | -              |
| 1991 | "Kids Of The Century"         | -              |
| 1993 | "When The Sinner"             | -              |
| 1994 | "Mr. Ego (Take Me Down)"      | -              |
| 1994 | "Where The Rain Grows"        | -              |
| 1994 | "Perfect Gentleman"           | -              |
| 1996 | "Power"                       | Tom Laurie     |
| 1996 | "The Time Of The Oath"        | -              |
| 1996 | "Forever And One (Neverland)" | -              |
| 1998 | "I Can"                       | -              |
| 2000 | "If I Could Fly"              | -              |
| 2003 | "Just A Little Sign"          | -              |
| 2005 | "Mrs. God"                    | -              |
| 2006 | "Light The Universe"          | Alex Diezinger |
| 2007 | "As Long As I Fall"           | Alex Diezinger |
| 2008 | "Paint A New World"           | Martin Mueller |
| 2009 | "Dr. Stein"                   | -              |
| 2010 | "Are You Metal?"              | -              |